# Cezary Niewęgłowski
Cezary Henryk Niewęgłowski (Grodno, 22 agosto 1893 – Osuchów, 7 settembre 1939) è stato un militare polacco, già distintosi come ufficiale nel corso della prima guerra mondiale, e poi nella guerra sovietico-polacca.  Nel 1939 era ufficiale addetto al servizio informazioni del gruppo operativo "Piotrków" del generale Wiktor Thommée. Insignito postumo della Croce d'argento dell'Ordine Virtuti militari 
il 29 settembre 1939.

## Biografia
Nacque il 22 agosto 1893, nella famiglia di Wiktor, proprietario della tenuta di Ciotusz Stara. Durante la prima guerra mondiale combatté come ufficiale nelle file dell'esercito imperiale russo. Dopo la fine del conflitto, e con l'indipendenza della Polonia, nel novembre 1918 transitò in servizio nell'esercito polacco con il grado di sottotenente.
Partecipò alla guerra polacco-sovietica, prestando servizio come ufficiale dell'Ispettorato dell'esercito, ufficiale delle comunicazioni, comandante di un'unità del quartier generale della divisione di artiglieria e ufficiale di una batteria d'artiglieria. Fu promosso al grado di capitano di artiglieria con anzianità dal 1° giugno 1919. Il 3 maggio 1922 divenne ufficiale del 2° Reggimento di artiglieria da campo della 2ª Legione a Kielce.
Come ufficiale in eccedenza di questa unità, nel 1923 e nel 1924 fu assegnato alla Scuola sottufficiali di artiglieria di Toruń. Ha servito come comandante di batteria, aiutante di reggimento e comandante di batteria di istruzione. Dal 1925 al 1927 completò un corso presso la Scuola di guerra di Varsavia, nell'ambito della 6ª promozione, ottenendo il titolo di ufficiale di stato maggiore. Nel 1928 fu assegnato al II Dipartimento dello Stato Maggiore Generale dell'esercito, dove prestò servizio come impiegato e capo di un dipartimento indipendente responsabile del contatto con gli addetti militari stranieri.
Fu promosso al grado di maggiore di artiglieria con anzianità il 1° gennaio 1930. Nel 1932 rimase ufficiale dello Stato Maggiore. Alla fine di luglio 1932 fu eletto membro del consiglio direttivo della Società polacco-giapponese. Successivamente fu attivo nel servizio diplomatico, lavorando come vice addetto militare a Parigi, con suo superiore il colonnello Jerzy Błeszyński-Ferek (1933-1935) e poi divenne addetto militare, navale e aeronautico presso l'Ambasciata della Repubblica di Polonia a Roma (dal 1936 all'aprile 1938).
Nel 1938 divenne comandante di batteria del 1° Reggimento artiglieria contraerea, e dal marzo 1939 divenne ufficiale di collegamento tra le Armate "Ponzán" e "Kraków". All'inizio della Campagna di settembre 1939 divenne ufficiale addetto alla informazioni del gruppo operativo "Piotrków" (generale Wiktor Thommée) dell'Armata "Łódź", allora al comando del  generale Juliusz Rómmel.
La sera del 5 settembre, il comandante in capo autorizzò il ritiro dell'Armata dalla posizione principale e poi ordinò a Rómmel di ritirarsi oltre il fiume Vistola, a sud di Varsavia, attraverso i ponti di Góra Kalwaria e Otwock. Il 6 settembre 1939, al mattino, il palazzo Heinzl, sede del quartier generale dell'armata a Łódź, fu bombardato dalla Luftwaffe e alle 9:20 del mattino Rómmel partì con il primo gruppo dello stato maggiore dell'Armata per Mszczonów, via Zgierz-Łowicz-Skierniewice, senza lasciare sul posto ufficiali di stato maggiore né fornire informazioni ai suoi subordinati sulla nuova destinazione. Per questo motivo il generale Thommée lo inviò a Łódź nella ex sede del comando dell'esercito dove non trovò nessuno e vide tracce di una partenza frettolosa. Egli trovò il fatto che il comando dell'Armata se ne andasse così come incompatibile con la sua visione dei doveri di un comandante superiore tanto che sulla via del ritorno si tolse la vita. Lasciò una lettera  in cui giustificava il suo atto con il disappunto per il modo in cui era stata condotta la guerra difensiva polacca. Fu sepolto in una fossa comune nel cimitero parrocchiale di Osuchów. Era sposato con Halina Szartowska, e la coppia non aveva figli. Fu insignito postumo della Croce d'argento dell'Ordine Virtuti militari.

### Annotazioni
1. ↑  Il totale disaccordo tra Rómmel e Thommée era di pubblico dominio. A causa di alcuni contrasti sulla natura delle operazioni belliche Thommée non voleva avere nessun contatto con Rómmel.
2. ↑  Io, maggiore Cezary Niewęgłowski, mi tolgo la vita oggi, 7 settembre 1939. Ero soldato per passione, non per un pezzo di pane, ero un patriota, forse violento nella mia ambizione, ma sinceramente ho creduto nei miei comandanti, ma sono rimasto profondamente deluso. Il fatto che il Paese abbia perso la guerra in cinque giorni per 34 milioni di persone non è una sconfitta militare, ma... morale. [...] L'attuale sconfitta ha mostrato la nostra incompetenza organizzativa, la mancanza di lungimiranza e allo stesso tempo l'orgoglio e la fiducia smisurata in se stessi di varie "grandi" persone. Mi ha spezzato, a causa della confusione e del caos cui ho assistito. Questa cosa mi porta un'umiliazione insopportabile. Durante questi pochi giorni al fronte, ho assistito all'eroismo e al coraggio dei nostri soldati e all'incompetenza dei nostri comandanti. Dovremmo chiederlo di nuovo ai comandanti dei battaglioni francesi? Ci hanno insegnato a comandare?.

### Fonti
1. 1 2 3 4 5 6 7 8 9 10 11 12 13 14 15 16 17 18  Bohaterowie 1939.
2. ↑  Polacyzwyboru.
3. ↑  Wykaz oficerów, którzy nadesłali swe karty kwalifikacyjne, do Wydziału prac przygotowawczych, dla Komisji Weryfikacyjnej przy Departamencie Personalnym Ministerstwa Spraw Wojskowych, Warszawa, Ministerstwo Spraw Wojskowych, 1922, p. 81.
4. ↑  Rocznik Służby Zagranicznej Rzeczypospolitej Polskiej według stanu na 1 kwietnia 1933, Warszawa, Ministerstwo Spraw Zagranicznych, 1933, p. 100, 162.
5. ↑  Rocznik Służby Zagranicznej Rzeczypospolitej Polskiej według stanu na 1 kwietnia 1934, Warszawa, Ministerstwo Spraw Zagranicznych, 1934, p. 95, 156.
6. ↑  Rocznik Służby Zagranicznej Rzeczypospolitej Polskiej według stanu na 1 kwietnia 1935. Warszawa, Ministerstwo Spraw Zagranicznych, 1935, p. 53, 221.
7. ↑  Rocznik Służby Zagranicznej Rzeczypospolitej Polskiej według stanu na 1 kwietnia 1936. Warszawa, Ministerstwo Spraw Zagranicznych, 1936, p. 131, 226.
8. ↑  Rocznik Służby Zagranicznej Rzeczypospolitej Polskiej według stanu na 1 kwietnia 1937, Warszawa, Ministerstwo Spraw Zagranicznych, 1937, p. 140, 236.
9. ↑  Rocznik Służby Zagranicznej Rzeczypospolitej Polskiej według stanu na 1 kwietnia 1938, Warszawa, Ministerstwo Spraw Zagranicznych, 1938, p. 158, 256.
10. ↑  Porwit 1983, p. 281 , Porwit riporta via Brzeziny.
11. ↑  Porwit 1983, p. 287.
12. ↑  Bielski 1990, p. 400.
13. ↑  Stawecki 1997, p. 192.
14. ↑  Porwit 1983, p. 283.
15. ↑  Łukomski, Polak, Suchcitz 1997, p. 472.
16. 1 2 3  Zarządzenia Prezydenta Rzeczypospolitej, Dziennik Personalny Ministerstwa Spraw Wojskowych”. Nr 9, p. 121, 19 marca 1934.
17. ↑  Zezwolenie na przyjęcie i noszenie orderów, Dziennik Personalny Ministerstwa Spraw Wojskowych, Nr 4, p. 19, 19 marca 1935.
18. ↑  Dziennik Personalny Ministerstwa Spraw Wojskowych Nr 19 z 12 grudnia 1929 r., p. 361.